# Idaea jarata
Idaea jarata är en fjärilsart som beskrevs av William Schaus 1901. Idaea jarata ingår i släktet Idaea och familjen mätare. Inga underarter finns listade i Catalogue of Life.